# Wapen van Wier

Wapen van Wier

Het wapen van Wier is het dorpswapen van het Nederlandse dorp Wier, in de Friese gemeente Waadhoeke. Het wapen werd in 2007 geregistreerd.

## Beschrijving
De blazoenering van het wapen in het Fries luidt als volgt:
yn blau in griene, út de skyldfoet opriizjende terp, mei dêroerhinne twa gouden weetieren mei elts twa blêdden en pleatst as in V; yn it skyldhaad, tusken de ieren in ôfskuorde liuwekop fan goud.
De Nederlandse vertaling luidt als volgt: 
in blauw een groene, uit de schildvoet oprijzende terp, met daaroverheen twee gouden tarwearen met elk twee bladeren en geplaatst als een V; in het schildhoofd, tussen de aren een afgescheurde leeuwenkop van goud.
De heraldische kleuren zijn: azuur (blauw), sinopel (groen) en goud (goud).

## Symboliek
- Heuvel: duidt op een terp, hetgeen de plaatsnaam "wier" ook letterlijk betekent.[2]
- Leeuwenkop: ontleend aan het oude wapen van het geslacht Lauta dat in het dorp een stins bewoonde.[2]
- Tarwearen: eveneens als pars pro toto voor de korenschoof afkomstig uit het wapen van de familie Lauta. Tevens staan ze voor de landbouw in de omgeving van het dorp.[2]

Wapen van het geslacht Lauta van Aysma.

## Zie ook

Vlag van Wier